# Danh sách đĩa đơn quán quân năm 1940 (Mỹ)
Đây là danh sách đĩa đơn đứng đầu của Hoa Kỳ trong năm 1940, được xuất bản trong tạp chí âm nhạc Billboard. Trước khi bảng liệt kê Hot 100 được phát hành chính thức vào tháng 8/1958, bảng xếp hạng Billboard đưa ra các đánh giá khác nhau vào mỗi tuần. Năm 1940, có ba loại bảng xếp hạng:
1. Bán chạy nhất (Bestseller) - Bảng xếp hạng các đĩa đơn bán chạy nhất tại các đại lý bán lẻ, dựa trên thông tin cung cấp bởi các cửa hàng được khảo sát trên toàn Hoa Kỳ.
2. Phát trên làn sóng phát thanh (được các DJ sử dụng nhiều nhất) - Bảng xếp hạng các bài hát được phát thanh trên hầu hết các đài phát thanh Hoa Kỳ, dựa trên thông tin cung cấp bởi các DJ và các đài phát thanh.
3. Jukebox (được các máy phát nhạc tự động Jukebox mở nhiều nhất[1]) - Bảng xếp hạng các bài được chơi nhiều nhất bằng máy jukeboxe trên toàn nước Mỹ.

Dưới đây là các bài hát đứng đầu bảng xếp hạng Bán chạy nhất:
| Ngày phát hành | Bài hát                  | Nghệ sĩ      | Nguồn |
| -------------- | ------------------------ | ------------ | ----- |
| 27 tháng 7     | "I'll Never Smile Again" | Tommy Dorsey |       |
| 3 tháng 8      | "I'll Never Smile Again" | Tommy Dorsey |       |
| 10 tháng 8     | "I'll Never Smile Again" | Tommy Dorsey |       |
| 17 tháng 8     | "I'll Never Smile Again" | Tommy Dorsey |       |
| 24 tháng 8     | "I'll Never Smile Again" | Tommy Dorsey |       |
| 31 tháng 8     | "I'll Never Smile Again" | Tommy Dorsey |       |
| 7 tháng 9      | "I'll Never Smile Again" | Tommy Dorsey |       |
| 14 tháng 9     | "I'll Never Smile Again" | Tommy Dorsey |       |
| 21 tháng 9     | "I'll Never Smile Again" | Tommy Dorsey |       |
| 28 tháng 9     | "I'll Never Smile Again" | Tommy Dorsey |       |
| 5 tháng 10     | "I'll Never Smile Again" | Tommy Dorsey |       |
| 12 tháng 10    | "I'll Never Smile Again" | Tommy Dorsey |       |
| 19 tháng 10    | "Only Forever"           | Bing Crosby  |       |
| 26 tháng 10    | "Only Forever"           | Bing Crosby  |       |
| 9 tháng 11     | "Only Forever"           | Bing Crosby  |       |
| 16 tháng 11    | "Only Forever"           | Bing Crosby  |       |
| 23 tháng 11    | "Only Forever"           | Bing Crosby  |       |
| 30 tháng 11    | "Only Forever"           | Bing Crosby  |       |
| 7 tháng 12     | "Only Forever"           | Bing Crosby  |       |
| 14 tháng 12    | "Only Forever"           | Bing Crosby  |       |
| 21 tháng 12    | "Frenesi"                | Artie Shaw   |       |
| 28 tháng 12    | "Frenesi"                | Artie Shaw   |       |